# 大舎人
大舎人（おおとねり）は、律令制において天皇に伴奉して雑使などをつとめた下級官人である。

## 概要
養老令では、中務省被管の左右の大舎人寮に各800人が所属し、分番で禁中に宿直していた。「大舎人」は「内舎人」に対する呼称で、後者の方が天皇から受ける信頼度は強く、21歳以上の五位以上の子孫で、鋭敏・端正なる者を内舎人に採用し、残りが大舎人・東宮舎人・中宮舎人に任じられている。また、同じく21歳以上の内六位以下八位以上の人の嫡子・庶子を簡試し、上等（端正・書算堪能）・下等（劣弱・文章不知）を式部省に送り、簡試の上で上等を大舎人、下等を使部に任じ、中等（強幹で弓馬に熟達）を兵部省に送り兵衛とした。
弘仁11年（820年）4月の太政官符により、左右合わせて400人に減少した。
『日本書紀』には、安康天皇の「大舎人」某が大泊瀬幼武皇子（のちの雄略天皇）に安康天皇が眉輪王に暗殺されたことを告げる場面があり、『出雲国風土記』には欽明天皇に、倉舎人君の祖先である「日置臣志毘」という大舎人が仕えていたとある。天武天皇2年（673年）の詔によると、「初めて宮仕えをするものはまず大舎人になり、しかるべきのちに適職に当たらせよ」となっており、大舎人が仕官者の関門で、官人養成機関の役をするものとして整えられたことが記されている。朱鳥元年（686年）の河内王の誄（しのびごと）では、左右大舎人のことが語られたとあり、太政官には所属してはおらず、天皇家の家政機関的な色彩が強く表れている。